# Shaqqa
Shaqqa hoặc Shakka (tiếng Ả Rập: شقا) là một thị trấn của Syria ở As Suwayda, thủ đô ở miền nam Syria, có 8.000 cư dân chủ yếu là người Druze, hậu duệ của những người di cư đến đây từ Liban trong thế kỷ 18 và 19.
Vào thời cổ đại, nó được gọi là Saccaea (phiên âm cũng là Sakkaia). Vào năm 287 sau Công nguyên, nó đã được xếp hạng của một thành phố và tên Maximianopolis. Vì nó nằm ở tỉnh La Mã của Ả Rập, nên nó được phân biệt với các thành phố khác bằng cách được gọi là Maximianopolis ở Ả Rập.

## Vị trí và kiến trúc
Shaqqa nằm ở rìa phía bắc của cao nguyên núi lửa Jabal el Druze ở độ cao 1070 mét so với mực nước biển, cách Shahba 7 km về phía đông và khoảng 25 km về phía bắc As-Suwayda, thủ đô của chính quyền.
Các di tích cổ bao gồm một số nhà ở giàu có được trang trí cả về mặt kiến trúc và chạm khắc. Ngoài ra, nó có:
- Các khổng lồ Al-Qaysariye, thường hiểu là nơi cư ngụ của các thống đốc La Mã, nhưng có lẽ hơn một diễn đàn nhỏ liên kết với một lớn basilical hành lang, được làm việc trên vào thế kỷ thứ 3.[1] Nó có một số phòng và hội trường với trang trí hoa.
- Một vương cung thánh đường La Mã, sau đó biến thành một nhà thờ dành riêng cho Saint George. Người ta tin rằng nhà thờ này là nhà thờ cổ nhất dành riêng cho liệt sĩ Saint George trên cơ sở một dòng chữ Hy Lạp đặt tên tòa nhà cho vị tử đạo "thánh và chiến thắng" George. Nó có niên đại là năm 368 hoặc 197. [cần dẫn nguồn]
- Một kalybe, một kiểu kiến trúc cổ của những ngôi đền điển hình cho thời kỳ La Mã ở miền nam Syria.

Maximianopolis ở Ả Rập, không nghi ngờ gì về vị trí của một đơn vị đồn trú của La Mã, là một colonia, thứ hạng cao nhất của thành phố trong đế chế. Nó sử dụng một kỷ nguyên lịch tính các năm kể từ khi Maximian gia nhập ngai vàng (AD 286). Một bản khắc đề cập đến một ngôi đền của Zeus Megistos, và một bản khác mang một bản hùng ca về nhà triết học Proclus là một nhân chứng cho văn hóa văn học địa phương.

## Giám mục
Vào thế kỷ thứ 5, Maximianopolis là một tòa giám mục, biểu thị bằng sự tham gia của giám mục Severus với tư cách là người ký tên của Hội đồng Chalcedon vào năm 451. Một dòng chữ của 594 nói về giám mục địa phương, tên Tiberinus, đã dựng lên một martyrium của Saint George liệt sỹ khác. Một dòng chữ khác đề cập đến một Giám mục Peter.
Tòa giám mục Maximianopolis ở Ả Rập được đưa vào danh sách nhìn thấy danh hiệu của Giáo hội Công giáo. Vào thế kỷ 19, nó được gọi nhầm là "Maximopolis", cho đến khi được sửa vào năm 1885. Một số nguồn tin cùng thời đề xuất xác định Maximianopolis ở Ả Rập với thị trấn Sheikh Miskin.